# Toini Ruhnke
Toini Ruhnke (* 1993 in Henstedt-Ulzburg) ist eine deutsche Schauspielerin und Hörspielsprecherin.

## Leben
Toini Ruhnke wurde 1993 in Henstedt-Ulzburg geboren. Sie machte ein Schauspielstudium von 2014 bis 2018 die Hochschule für Musik und Theater Hamburg. Von 2016 bis 2018 war sie Stipendiatin der Studienstiftung des deutschen Volkes.
2014 hatte Ruhnke mit einer Folge in der Fernsehserie In Your Dreams ihr Fernsehdebüt. 2016 hatte sie ihre erste Filmrolle in Prinz Himmelblau und Fee Lupine. Seit 2017 ist sie am Thalia Theater. Sie ist Sprecherin bei NDR Info.
2017 gewann sie den Ensemblepreis beim Bundeswettbewerb deutschsprachiger Schauspielstudierender und 2020 den Deutschen Hörspielpreis.

## Filmografie (Auswahl)
- 2013: Kommando Kant: Millionen: Vier
- 2014: In Your Dreams (In Your Dreams – Sommer deines Lebens, Fernsehserie, Folge 2x22)
- 2014: Das Tor zur Welt
- 2014: Schmidts Kater: Flutlicht
- 2014: Fraktus: Freunde sind Friends
- 2016: Prinz Himmelblau und Fee Lupine (Fernsehfilm)
- 2016: Die Pfefferkörner (Fernsehserie, Folge 13x01)
- 2018: Rot & Gold
- 2019: Notruf Hafenkante (Fernsehserie, Folge 14x10)
- 2022: SOKO Hamburg (Fernsehserie, Folge 4x13)
- 2023: Großstadtrevier (Fernsehserie, Folge 37x07)[2]
- 2024: Hallo Spencer – Der Film (Fernsehfilm)

## Hörspiele (Auswahl)
- 2020: Siegfried Lenz: Der Überläufer (2 Teile) (Maria) – Regie: Eva Solloch, Roman Neumann (Hörspielbearbeitung – NDR)
- 2020: Georges Simenon: Das blaue Zimmer (Francoise) – Bearbeitung und Regie: Irene Schuck (Hörspielbearbeitung – NDR)
- 2020: Georges Simenon: Schlusslichter (Rezeptionistin 1) – Bearbeitung und Regie: Eva Solloch (Hörspielbearbeitung, Kriminalhörspiel – NDR)
- 2021: Ben-Alexander Safier: Radio-Tatort: Der letzte Swipe (Julia) – Regie: Janine Lüttmann (Original-Hörspiel, Kriminalhörspiel – RB)
- 2021: David Vann: Momentum (Junge Frau, Kellnerin) – Bearbeitung und Regie: Irene Schuck (Hörspielbearbeitung – RB)
- 2022: Wilke Weermann: 2035 – Die Zukunft beginnt jetzt (Gemeinschaftsprojekt von ARD und Deutschlandfunk): Landunter (Kim) – Regie: Wolfgang Seesko (Originalhörspiel, Science-Fiction-Hörspiel – RB)

Quelle: ARD-Hörspieldatenbank